# (-)-ボルネオールデヒドロゲナーゼ
(-)-ボルネオールデヒドロゲナーゼ（(-)-borneol dehydrogenase）は、以下の化学反応を触媒する酵素である。
(-)-ボルネオール + NAD+ {\displaystyle \rightleftharpoons } (-)-カンファー + NADH + H+
すなわち、2つの基質(-)-ボルネオール ((-)-borneol)とニコチンアミドアデニンジヌクレオチド(NAD+)から、生成物として(-)-カンファー((-)-camphor)、NADH、水素イオン(H+)へと導く。
この酵素の組織名は(-)-ボルネオール:NAD+ オキシドレダクターゼ((-)-borneol:NAD+ oxidoreductase)である。
この酵素は酸化還元酵素に属し、特異的にCH-OH基に作用し、NAD+とNADP+を電子受容体とする。NADPを電子受容体とする場合は速度が遅い。